# Franz Wilhelm (Politiker, 1894)
Franz Wilhelm (* 12. August 1894 in Danglmühle, Gemeinde Hauzenberg; † 2. September 1973) war ein deutscher Politiker der SPD und Mitglied des Bayerischen Landtags.

## Leben
Wilhelm besuchte zunächst die Volks-, später die Baugewerksschule und die Gewerkschaftsschule in München-Gladbach, schließlich noch die Volkshochschule in Frankfurt am Main, wo er den Vorkurs zur Ablegung der Maurermeisterprüfung besuchte. Danach war er als Maurer tätig. Von 1919 bis 1925 war er Gewerkschaftssekretär beim Deutschen Landarbeiterverband, danach arbeitete er als Maurerpolier. 1933 wurde er in sogenannte „Schutzhaft“ genommen, während des Kriegs wurde er als Maurermeister zu Bauarbeiten am Atlantikwall verpflichtet. Ab 1945 war er wieder gewerkschaftlich tätig, etwa als Vorsitzender des Ortsausschusses beim Bayerischen Gewerkschaftsbund in Passau.

## Politik
Auch in der SPD war Wilhelm nach dem Kriege aktiv engagiert. 1946 wurde er in die Verfassunggebende Landesversammlung berufen. Im selben Jahr wurde er in den ersten Bayerischen Landtag gewählt, dem er eine Wahlperiode lang bis 1950 angehörte.